# Phyllocladus trichomanoides
Phyllocladus trichomanoides (Tanekaha) là một loài thực vật hạt trần trong họ Thông tre và có nguồn gốc từ New Zealand. Loài này được D.Don miêu tả khoa học đầu tiên năm 1832. Kích thước trung bình của Tanekaha có thể cao đến 20 mét, đường kính thân cây khoảng 1 mét. 